# Aedes fowleri
Aedes fowleri är en tvåvingeart som först beskrevs av Charmoy 1908.  Aedes fowleri ingår i släktet Aedes och familjen stickmyggor. Inga underarter finns listade i Catalogue of Life.